# Мышков, Константин Романович
Константин Романович Мышко́в (1893 — 1942) — советский военачальник, генерал-лейтенант артиллерии (1940).

## Биография
Родился в 1893 году в селе Горки (ныне Полоцкий район, Витебская область, Беларусь) в семье крестьянина. Белорус. Был призван в императорскую армию, в 1914 году обучался в учебной команде, затем участвовал в Первой мировой войне, унтер-офицер.
В 1918 году вступил в РККА, в том же году был принят в ВКП(б). Участвовал в Гражданской войне — командир взвода, затем заведующий оружием красногвардейского отряда.
После войны учился на Петроградских командных артиллерийских курсах, также окончил курс строевой подготовки при артиллерийской школе, по окончании учёбы, в октябре 1922 года назначен помощником командира батальона,  с сентября 1924 года — командир взвода, с ноября 1924 года — начальник строевой части батареи, с сентября 1925 года — вр.и.д. командира батареи, в 1926 году окончил Ленинградскую командную школу полевой тяжёлой артиллерии РККА, с ноября 1926 года – командир батареи полевой тяжёлой артиллерии, с октября 1927 года — вр.и.д. заведующего хозяйственной частью 2-го Ленинградского артиллерийского полка, в 1929 году окончил артиллерийские КУКС, с ноября 1929 года — командир учебного дивизиона 4-го Туркестанского артиллерийского полка, в 1930 году окончил Академию им. Фрунзе, с августа 1931 года — военком 4-го артиллерийского полка, затем начальник отдела артиллерийских баз Артиллерийского Управления (АУ) РККА, с июня 1938 года — заместитель начальника Главного артиллерийского управления (ГАУ) РККА.
В начале Великой Отечественной войны К.Р. Мышков на той же должности. В августе 1942 года был направлен в Сталинград, 10 августа 1942 года только что приземлившийся самолёт с К. Р. Мышковым попал под налёт немецкой авиации, К. Р. Мышков получил тяжёлое ранение, от которого умер по дороге в госпиталь.
Похоронен в Москве на Новодевичьем кладбище (4 уч.).

Могила Мышкова на Новодевичьем кладбище Москвы.

## Семья
- жена — Мышкова, Наталья Васильевна (1900—1967)
- дочь — Мышкова, Нинель Константиновна (1926—2003) — советская актриса театра и кино.

## Воинские звания
- комбриг — 24.10.1937
- комдив — 16.8.1938
- генерал-лейтенант артиллерии — 04.06.1940

## Награды
- орден Ленина (3.3.1942)